# Agrostis minutiflora
Agrostis minutiflora é uma espécie de gramínea do gênero Agrostis, pertencente à família Poaceae.